# Гошкила
Го́шкила (карел. Hoškil) — деревня в составе Коткозерского сельского поселения Олонецкого национального района Республики Карелия.

## Общие сведения

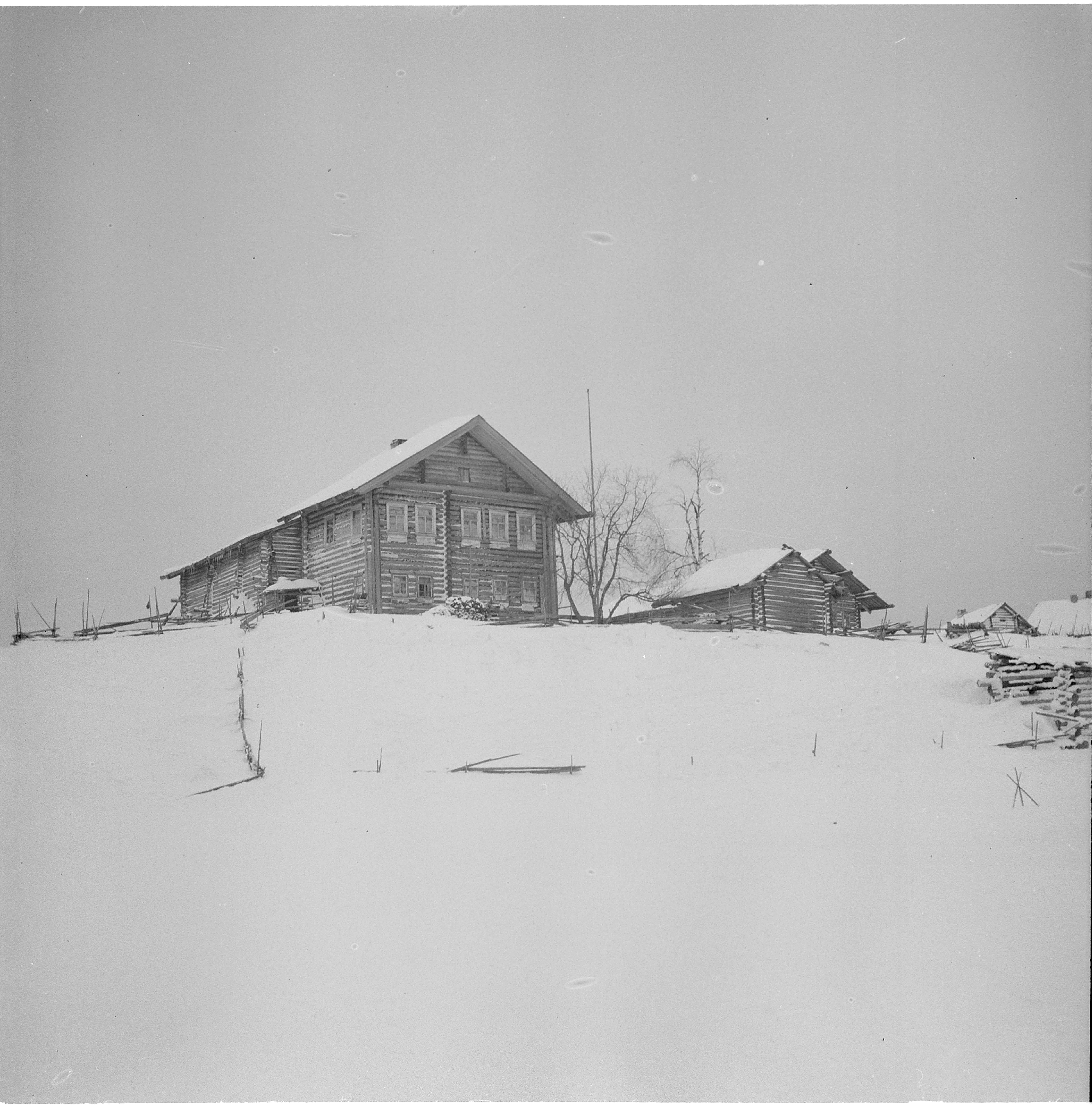
Школа в Гошкиле (1943 г.)

Расположена на юго-восточном берегу озера Коткозеро вблизи автотрассы «Кола».
В результате сокращения населения в 1957 году к деревне Гошкила была присоединена деревня Гора.

## Население
Численность населения в 1905 году составляла 131 человек.
| 2002 | 2009 | 2010 | 2013 |
| ---- | ---- | ---- | ---- |
| 9    | ↘6   | →6   | ↗7   |